# Cossais
Cossais, cosseis o cosseins (en llatí Cossaei, grec Κοσσαῖοι) eren un poble guerrer que habitaven un districte muntanyós anomenat Cossaia (Κοσσαία) a la vora de la Susiana (al sud) i de la Mèdia (al nord). És possible que estesin relacionats amb els cassites.
Anaven armats amb llances i arcs i fletxes i com que la seva terra era poc fèrtil i improductiva portaven vida de lladres. Estrabó sempre que parla d'ells, diu que vivien del saqueig i estaven sempre en guerra amb els seus veïns. Els reis perses no els van poder sotmetre però en van cobrar un tribut. Van enviar 13.000 homes per ajudar a Elymais quan estava en guerra contra els babilonis i busians. Alexandre el Gran hi va enviar soldats i els va sotmetre almenys per un temps.
Les seves característiques semblem fer-los ancestres de les tribus actuals dels Bakhtiars que encara viuen al mateix lloc. Plini el Vell els anomena cussis (cussii) i sembla que el seu nom va donar origen al Khuzestan. A més de Plini i Estrabó també en parla Diodor de Sicília.